# 39. ceremonia wręczenia nagród Brytyjskiej Akademii Filmowej
39. ceremonia rozdania nagród Brytyjskiej Akademii Sztuk Filmowych i Telewizyjnych.
Najwięcej statuetek (4) otrzymał film Amadeusz.

## Nominacje
Laureaci oznaczeni są wytłuszczeniem

### Najlepszy film
- Robert Greenhut, Woody Allen – Purpurowa róża z Kairu
- Saul Zaentz, Miloš Forman – Amadeusz
- John Brabourne, Richard B. Goodwin, David Lean – Podróż do Indii
- Bob Gale, Neil Canton, Robert Zemeckis – Powrót do przyszłości
- Edward S. Feldman, Peter Weir – Świadek

### Najlepszy film zagraniczny
- Manfred Durniok, István Szabó – Pułkownik Redl
- Patrice Ledoux, Francesco Rosi – Carmen
- Tom Sternberg, Wayne Wang, Danny Yung – Trochę serca to chyba nigdy niedużo
- Luc Besson, François Ruggieri – Metro

### Najlepszy aktor
- William Hurt − Pocałunek kobiety-pająka
- F. Murray Abraham − Amadeusz
- Victor Banerjee − Podróż do Indii
- Harrison Ford − Świadek

### Najlepsza aktorka
- Peggy Ashcroft − Podróż do Indii
- Mia Farrow − Purpurowa róża z Kairu
- Kelly McGillis − Świadek
- Alexandra Pigg − List do Breżniewa

### Najlepszy aktor drugoplanowy
- Denholm Elliott − Obrona królestwa
- James Fox − Podróż do Indii
- John Gielgud − Obfitość
- Saeed Jaffrey − Moja piękna pralnia

### Najlepsza aktorka drugoplanowa
- Rosanna Arquette − Rozpaczliwie poszukując Susan
- Judi Dench − Wetherby
- Anjelica Huston − Honor Prizzich
- Tracey Ullman − Obfitość

### Najlepszy scenariusz oryginalny
- Woody Allen − Purpurowa róża z Kairu
- Hanif Kureishi − Moja piękna pralnia
- Robert Zemeckis, Bob Gale − Powrót do przyszłości
- Earl W. Wallace, William Kelley − Świadek

### Najlepszy scenariusz adaptowany
- Richard Condon, Janet Roach − Honor Prizzich
- Peter Shaffer − Amadeusz
- David Lean − Podróż do Indii
- Julian Bond − Polowanie

### Najlepsze zdjęcia
- Miroslav Ondříček − Amadeusz
- Ernest Day − Podróż do Indii
- Philippe Rousselot − Szmaragdowy las
- John Seale − Świadek

### Najlepsze kostiumy
- Milena Canonero − Cotton Club
- Theodor Pištěk − Amadeusz
- Charles Knode − Legenda
- Judy Moorcroft − Podróż do Indii

### Najlepszy dźwięk
- John Nutt, Christopher Newman, Mark Berger − Amadeusz
- Hugues Darmois, Harald Maury, Dominique Hennequin, Bernard Leroux − Carmen
- Jonathan Bates, Christopher Newman, Gerry Humphreys − Chór
- Edward Beyer, Jack C. Jacobsen, David Carroll − Cotton Club

### Najlepszy montaż
- Nena Danevic, Michael Chandler − Amadeusz
- John Bloom − Chór
- Arthur Schmidt, Harry Keramidas − Powrót do przyszłości
- Thom Noble − Świadek

### Najlepsze efekty specjalne
- George Gibbs, Richard Conway − Brazil
- Nick Allder, Peter Voysey − Legenda
- Kevin Pike, Ken Ralston − Powrót do przyszłości
- R/Greenberg Associates − Purpurowa róża z Kairu

### Najlepsza muzyka
- Maurice Jarre − Świadek
- Harold Faltermeyer − Gliniarz z Beverly Hills
- Junior Homrich, Brian Gascoigne − Szmaragdowy las
- Maurice Jarre − Podróż do Indii

### Najlepsza charakteryzacja
- Paul LeBlanc, Dick Smith − Amadeusz
- Peter Robb-King, Rob Bottin − Legenda
- Michael Westmore − Maska
- Peter Frampton, Paul Engelen, Anna Dryhurst, Luis Michelotti, Beth Presares − Szmaragdowy las

### Najlepsza scenografia
- Norman Garwood − Brazil
- Patrizia von Brandenstein − Amadeusz
- John Box − Podróż do Indii
- Lawrence G. Paull − Powrót do przyszłości

## Podsumowanie
Laureaci

Nagroda / Nominacja
- 4 / 9 – Amadeusz
- 2 / 2 – Brazil
- 2 / 4 – Purpurowa róża z Kairu
- 1 / 2 – Cotton Club
- 1 / 2 – Honor Prizzich
- 1 / 7 – Świadek
- 1 / 9 – Podróż do Indii

Przegrani
- 0 / 2 – Chór
- 0 / 2 – Moja piękna pralnia
- 0 / 2 – Obfitość
- 0 / 3 – Legenda
- 0 / 3 – Szmaragdowy las
- 0 / 5 – Powrót do przyszłości